# Seamus O'Connor
Seamus O'Connor (San Diego, 4 oktober 1997) is een Iers snowboarder. Hij nam eenmaal deel aan de Olympische Winterspelen, maar behaalde geen medaille.

## Carrière
O'Connor maakte zijn wereldbekerdebuut in augustus 2012 tijdens de halfpipe in Cardrona. Hij behaalde nog geen podiumplaats op een wereldbekerwedstrijd. In 2014 nam O'Connor een eerste keer deel aan de Olympische Spelen. Op de slopestyle eindigde hij zeventiende en op de halfpipe vijftiende.

## Resultaten

### Olympische Winterspelen
| Jaar | Plaats | Resultaten                  |
| ---- | ------ | --------------------------- |
| 2014 | Sotsji | 15e Halfpipe 17e Slopestyle |

### Wereldkampioenschappen
| Jaar | Plaats   | Resultaten                  |
| ---- | -------- | --------------------------- |
| 2013 | Stoneham | 19e Halfpipe 21e Slopestyle |

### Wereldbeker
Eindklasseringen
| Seizoen   | Algm | PAR  | HP  | SBS |
| --------- | ---- | ---- | --- | --- |
| 2012/2013 | 29e  | 172e | 23e | 27e |